# Justin Francis Rigali
Justin Francis Rigali (Los Angeles, 19 de abril de 1935) é um cardeal da Igreja Católica estadunidense, arcebispo emérito da Filadélfia.

## Biografia
Ele é o mais novo dos sete filhos de Henry A. Rigali e Frances Irene White. Uma de suas irmãs é freira e um irmão é um padre jesuíta. Estudou filosofia e teologia nos seminários arquidiocesanos de Los Angeles e, em 25 de abril de 1961, foi ordenado presbítero na Catedral de Santa Vibiana por James Francis McIntyre, arcebispo de Los Angeles. Nesse mesmo ano, foi estudar na Pontifícia Universidade Gregoriana, conseguindo o doutorado em direito canônico em junho de 1964. Na sequência, estudou na Pontifícia Academia Eclesiástica entre 1964 e 1966. Foi pároco assistente na Basílica de São Pedro durante as duas primeiras sessões do Concílio Vaticano II, em 1962 e 1963.
Começou o serviço na seção de língua inglesa da Secretaria de Estado do Vaticano, em 25 de novembro de 1964. Depois, entre setembro de 1966 e fevereiro de 1970, foi secretário da nunciatura apostólica em Madagascar e delegação apostólica para as Ilhas do Oceano Índico, La Reunion e Maurício. Foi nomeado Capelão de Sua Santidade em 11 de julho de 1967. Retornou a Roma em 11 de fevereiro de 1970 e foi nomeado diretor da Seção de Língua Inglesa da Secretaria de Estado. Ele também se tornou o tradutor para o inglês do Papa Paulo VI, a quem acompanhou em sua viagem ao Irã, Dhaka (então Paquistão Oriental, agora Bangladesh), Filipinas, Austrália, Samoa, Samoa Americana, Indonésia, Hong Kong e Sri Lanka (então Ceilão). Acompanhou o Papa João Paulo II em várias de suas viagens internacionais, incluindo aquelas aos Estados Unidos em 1979 e 1987. Foi nomeado Prelado de Honra de Sua Santidade em 19 de abril de 1980. Foi feito membro da Ordem Soberana e Militar de Malta em 25 de outubro de 1984.
Em 8 de junho de 1985 foi nomeado presidente da Pontifícia Academia Eclesiástica e recebeu a consagração episcopal como arcebispo-titular de Bolsena pelas mãos de João Paulo II em 14 de setembro do mesmo ano, na Catedral de São Pancrácio, tendo como co-sagrantes Eduardo Martínez Somalo, substituto da Secretaria de Estado e Achille Silvestrini, Secretário do Conselho de Assuntos Públicos da Igreja.
Foi feito membro da Ordem do Santo Sepulcro em 13 de outubro de 1986. Foi nomeado secretário da Congregação para os Bispos em 21 de dezembro de 1989 e, em 2 de janeiro de 1990, secretário do Colégio dos Cardeais. Em 25 de janeiro de 1994, foi nomeado arcebispo metropolitano de Saint Louis. Em 15 de julho de 2003, foi transferido para a Arquidiocese da Filadélfia.
Em 21 de setembro de 2003, foi anunciada a sua criação como cardeal pelo Papa João Paulo II, no Consistório de 21 de outubro, em que recebeu o barrete vermelho e o título de cardeal-presbítero de Santa Priscila.
Sua renúncia ao governo pastoral da Arquidiocese da Filadélfia foi aceita pelo Papa Bento XVI em 19 de julho de 2011, em conformidade com o cânon 401 § 1 do Código de Direito Canônico. Atualmente, reside em Knoxville, no Tennessee.

### Conclaves
- Conclave de 2005 - participou da eleição de Joseph Ratzinger como Papa Bento XVI.
- Conclave de 2013 - participou da eleição de Jorge Mario Bergoglio como Papa Francisco.
- Conclave de 2025 - não participou da eleição de Robert Francis Prevost como Papa Leão XIV, por ter mais de 80 anos.